# أرجمون برونزي
أرجمون برونزي أو خشخاش شائك برونزي (الاسم العلمي:Argemone aenea) هو نوع من النباتات يتبع جنس الأرجمون من الفصيلة الخشخاشية.